# Déborah Grunwald
Pour les articles homonymes, voir Grunwald.
 (décembre 2020).
Déborah Grunwald, née le 21 juillet 1979 à Croix dans le Nord en France est une animatrice, intervieweuse et productrice française . En 2013, elle crée le concept de l'émission Dans le rétro sur France Bleu où elle reçoit des personnalités de la chanson, du cinéma, de la littérature, et de la sphère politique. 

## Carrière

### Radio
Après plus d'un an en Jamaïque en tant que guide touristique, elle débute sur Contact Fm en 2000. Radio pour laquelle, elle mène des interviews de personnalités. Elle coanime aussi sa première émission : Le Staff de 5h à 9h.
En 2002-2003, elle anime les émissions locales sur Skyrock Lille, Lens, Béthune et Marseille. 
En septembre 2003, elle arrive sur Wit FM, radio bordelaise et lance une émission de libre antenne appelée Le Sqwat.
En juillet 2005, elle arrive sur Fun Radio où on lui confie la case horaire du 10 h/13 h.
À l'été 2008, elle rejoint NRJ Belgique où elle anime le 6/9 et une émission de divertissements : Les Grandes Gueules entre 18h et 20h.
De retour en France, elle intègre Virgin Radio et anime le 6h/ 9 h pendant l'été, puis la case du 9h/ 12h tous les jours.
En 2013, elle rejoint ensuite l'antenne de France Bleu et crée le concept Dans le rétro[source insuffisante]. Plébiscitée par les auditeurs, cette rubrique initialement décalée devient une émission hebdomadaire[réf. nécessaire]. Au total, ce sont plus de 300 personnalités qui se sont succédé. Parmi elles : Jean d’Ormesson, François Hollande, Michel Onfray, Joey Starr, Vanessa Paradis ou encore Nicolas Hulot.

### Télévision
Alors qu'elle anime tous les soirs une libre antenne sur Wit Fm, elle présente aussi  une émission sur la chaine de télévision locale TV7 à Bordeaux. Tous les jours, en direct, elle reçoit des personnalités locales et des personnalités médiatiques de passage à Bordeaux.
En 2014-2015, elle est chroniqueuse dans l’Équipe du Matin Week End sur la chaîne l'Equipe 21. Elle anime aussi l’émission de divertissement «Coach-moi si tu peux » dans laquelle un invité l’initie au sport qu’il pratique.
En septembre 2016, elle rejoint le magazine Turbo sur M6 pour y réaliser des interviews. Elle y présente aussi la rubrique Vu sur le Net chaque dimanche.
Le 28 juin 2025, elle quitte France Bleu après douze années de collaboration, durant lesquelles elle anime Dans le rétro, une émission accueillant des personnalités issues du cinéma, de la musique et de la politique.

## Bilan médiatique
- 2000-2002 : Le Staff sur Contact Fm, co-animatrice et intervieweuse
- 2002-2003 : Les Dédicaces sur Skyrock Lille, Lens, Béthune et Marseille, animatrice
- 2003-2005 : Le Sqwat sur Wit Fm, animatrice
- 2004-2005 : L'invité de 19h sur TV7, animatrice et intervieweuse
- 2005-2008 : Le 10h/13h sur Fun Radio, animatrice
- 2008-2009 : Le 6/9 et Les Grandes Gueules sur NRJ Belgique, animatrice
- 2010-2012 : Le 9h/12h sur Virgin Radio, animatrice
- 2015 : Coach moi si tu peux, animatrice et intervieweuse, et l'Équipe du Matin Week End, chroniqueuse sur l'Equipe 21
- 2013-2016 : Dans le Rétro sur France Bleu Paris, intervieweuse[4]
- 2016-2019: Questions Express sur France Bleu Paris, intervieweuse
- Depuis 2016 : Turbo sur M6, intervieweuse et journaliste
- Depuis 2016 : Dans le Rétro sur France Bleu, intervieweuse
- Depuis 2019 : Talent de vie tous les jours sur France Bleu Paris et Dans le Rétro sur France Bleu, intervieweuse